# Drmaly
Drmaly (deutsch Türmaul) ist ein Ortsteil der Gemeinde Vysoká Pec in Tschechien.

## Geographie
Drmaly liegt drei Kilometer nördlich von Jirkov. Die Ortslage befindet sich am südlichen Fuße des Erzgebirges am Rande des Nordböhmischen Beckens. Drmaly liegt unterhalb des Mufloní pahorek (466 m) zwischen den Tälern des Lužec (Aubach) und Kundratický potok (Dorfbach). Südlich des Dorfes verläuft der Podkrušnohorský přivaděč, in den beide Bäche einmünden.
Im Norden erheben sich die Dubina (655 m) und Jedlová (Tannich, 853 m). Knapp drei Kilometer südwestlich beginnt der Ervěnický koridor. Gegen Süden liegen der Badeteich Novomlýnský rybník und der Stausee Újezd. Die nächste Bahnstation Kyjice liegt zweieinhalb Kilometer südöstlich.
Nachbarorte sind Pyšná und Červená Jáma im Norden, Vysoká Pec im Osten, Nové Drmaly im Südosten, Vrskmaň und Zaječice im Süden, Jirkov und Červený Hrádek im Südwesten, Jindřišská im Westen sowie Boleboř im Nordwesten.
Die Dörfer Nové Sedlo und Kyjice im Südosten sowie Újezd im Süden erloschen in den 1970er Jahren im Zuge der Anlegung des Stausees Újezd.

## Geschichte
Die erste schriftliche Erwähnung des zur Herrschaft Rothenhaus gehörigen Dorfes Dormaul erfolgte im Jahre 1516, als der Graupener Patrizier Lorenz Glatz von Altenhof die Herrschaft seiner Tochter Anna, die mit Sebastian Krabitz von Weitmühl verheiratet war, überschrieb. Dormaul entstand am Verbindungsweg von Rothenhaus über Stolzenhan zur Bergstadt Sankt Katharinaberg. Die Herkunft des Ortsnamens leitet sich wahrscheinlich vom Personennamen Drmal bzw. Trmal. Andererseits besteht eine Legende, wonach das Dorf ursprünglich Schönlinde geheißen hätte und seinen späteren Namen dadurch erhielt, dass ein Ritter im Ort keine Tränke für sein Pferd fand. Im Jahre 1564 setzte Christoph von Carlowitz die Dörfer Türmaul und Stolzenhan als Sicherheit für eine Schuld. Sein Neffe verkaufte die Herrschaft 1580 an Bohuslav Felix von Lobkowitz und Hassenstein. Später fiel sie im Zuge eines Tausches dem Katholiken Georg Popel von Lobkowicz, welcher in kaiserliche Ungnade fiel. und dessen Besitz 1594 konfisziert wurde. 1605 verkaufte die Böhmische Kammer Rothenhaus an Adam Herzan von Harras. Zu dieser Zeit bestand Türmaul aus 24 Anwesen. Im Dreißigjährigen Krieg wurde das Dorf verwüstet und in der berní rula von 1654 sind noch mehrere Wirtschaften als wüst bezeichnet. 1757 bestanden in Türmaul 20 Wirtschaften. In Türmaul bestand bis 1777 ein herrschaftliches Jagdschlösschen, das lediglich in den Sommermonaten genutzt wurde. Die Bewohner des Dorfes lebten von der Landwirtschaft. Der Ackerbau war wegen der fruchtbaren Böden am Fuße des Gebirges recht ertragreich. Weiterhin wurde Rinderzucht betrieben. Seit 1828 bestand eine Schule in Türmaul, diese wurde später wieder Aufgehoben und die Kinder in Rothenhaus unterrichtet. 1846 lebten in den 38 Häusern des Dorfes 278 Menschen, die durchweg der deutschen Volksgruppe angehörten. Im 19. Jahrhundert wurde an der Stelle des erloschenen Jagdschlösschens eine Kapelle erbaut.
Nach der Aufhebung der Patrimonialherrschaften bildete Türmaul/Drmoly ab 1850 eine Gemeinde in der Bezirkshauptmannschaft Komotau. 1809 waren 40 und 1858 45 der Einwohner Juden. 1869 wurde das Dorf nach Rothenhaus eingemeindet und 1890 wieder eigenständig. Zu dieser Zeit war die Zahl der jüdischen Bewohner auf einen gesunken. Nach dem Münchner Abkommen wurde die Gemeinde 1938 dem Deutschen Reich zugeschlagen und gehörte bis 1945 zum Landkreis Komotau. 1939 hatte Türmaul 361 Einwohner. Nach dem Ende des Zweiten Weltkrieges kam Drmaly zur Tschechoslowakei zurück. Die deutschen Bewohner wurden nachfolgend vertrieben und das Dorf mit Tschechen wiederbesiedelt. 1946 eröffnete in Drmaly eine zweiklassige Schule. Zwischen 1958 und 1967 entstand der Kanal Podkrušnohorský přivaděč. Seit dem 1. Januar 1961 ist Drmaly ein Ortsteil von Vysoká Pec. 1962 erfolgte der Abbruch der Kapelle am Dorfplatz. 1972 wurde durch Dramly eine Erdgasverbundleitung aus der Sowjetunion in die DDR verlegt. Nach der Schließung der Schule wurde das Gebäude als Kindergarten in der Natur genutzt. Dieser wurde später zusammen mit der gesamten Ortslage Nové Drmaly an das Kataster von Vysoká Pec angeschlossen.

## Entwicklung der Einwohnerzahl
| Jahr | Einwohnerzahl |
| ---- | ------------- |
| 1869 | 291           |
| 1880 | 228           |
| 1890 | 242           |
| 1900 | 263           |
| 1910 | 369           |

| Jahr | Einwohnerzahl |
| ---- | ------------- |
| 1921 | 395           |
| 1930 | 381           |
| 1950 | 274           |
| 1961 | 258           |
| 1970 | 0             |

| Jahr | Einwohnerzahl |
| ---- | ------------- |
| 1980 | 141           |
| 1991 | 106           |
| 2001 | 124           |
| 2011 | 168           |

## Söhne und Töchter des Ortes
- Ignaz Sigismund Pötsch (1823–1884), österreichisch-böhmischer Mediziner und Botaniker
- Kurt Hennrich (1931–2020), tschechoslowakischer Abfahrtsläufer und -trainer